# Alphonse de Malzac
Louis Isaac Alphonse de Malzac (Sauve, 22 juin 1822 - Gondokoro, avril 1860) est un diplomate, trafiquant d'esclaves et explorateur français.

## Biographie
Il part en 1850 en mission diplomatique en Égypte mais y devient trafiquant d'esclaves. Il pénètre, un des premiers français, dans le Bahr el Ghazal, fonde Rumbek (1858) et se fait proclamer roi. 
Avec sa propre armée, il sème la terreur et remonte le Nil. Alexandre Vayssière qui l'accompagne au début pour son commerce d'ivoire, de même que le vice-consul autrichien à Khartoum Natterer, désavouent ses méthodes et se séparent de lui. 
Il trouve la mort à Gondokoro alors qu'il préparait une expédition vers les sources du Nil avec Alfred Peney.
Jules Verne le mentionne dans le premier chapitre de son roman Cinq semaines en ballon. 